# Carl Lundberg (skolman)
Carl August Lundberg, född 28 oktober 1843 i Halmstad, död 29 januari 1922 i Stockholm, var en svensk skolman.

## Biografi
Lundberg blev 1863 student vid Uppsala universitet, 1869 filosofie doktor och 1872 lektor i latin och grekiska vid högre allmänna läroverket i Norrköping samt tjänstgjorde samtidigt (1873–1882) som lärare för kung Oskar II:s söner. Han var 1883–1909 rektor och 1893–1909 lektor (i latin och grekiska) vid Norra Latin i Stockholm.
Lundberg blev 1884 ledamot av direktionen över Stockholms stads undervisningsverk och 1893 av direktionen över Högre lärarinneseminariet samt 1887 ordförande i Svenska lärarsällskapet. Han var medlem av 1890–91 års skollagskommitté, som tillsattes för att utarbeta förslag till stadga för de allmänna läroverken i huvudsaklig överensstämmelse med av departementschefen Gunnar Wennerberg angivna grunder, nämligen latinets bibehållande från 4:e klassen, men kursavslutningar i 3:e och 5:e klasserna med rigorös examen i 5:e klassen.
Lundberg utgav De ratione Herodotea præpositionibus utendi scriptoribus atticis diversa (1869) och Quæstiones Herodoteæ I. De usu præpositionum (1872). Han är begravd på Solna kyrkogård.

## Utmärkelser
- Konung Oscar II:s och Drottning Sofias guldbröllopsminnestecken, 1907.[2]
- Konung Oscar II:s jubileumsminnestecken, 1897.[2]
- Kronprins Gustafs och Kronprinsessan Victorias silverbröllopsmedalj, 1906.[2]
- Kommendör av första klassen av Nordstjärneorden, 28 oktober 1913.[3]
- Riddare med briljanter av Nordstjärneorden, senast 1915.[2]
- Riddare av första klassen av Badiska Zähringer Löwenorden, senast 1915.[2]